# 금강운수
금강운수(金剛運輸)는 서울특별시 관악구의 마을버스 회사이고, 본사는 서울특별시 관악구 국회단지길 126 (봉천동)에 위치해 있다.

## 주요 연혁
- 1994년 3월 8일: 회사 설립

## 주요 운행노선
- ●관악03번: 국사봉 ↔ 국회단지 ↔ 은천교 ↔ 신림역 (구 관악마을 5번)